# Ertuğrul Özkök
Ertuğrul Özkök (* 8. April 1947 in Izmir) ist ein türkischer Journalist und Kolumnist. Er war von 1990 bis Ende 2009 Chefredakteur der in mehreren europäischen Ländern erscheinenden Tageszeitung Hürriyet.

## Leben
Özkök wurde 1947 in İzmir geboren.  Seine Mutter wie sein Vater, der sich als Drucker in İzmir einen Namen machte, stammten aus Kardschali in Bulgarien und waren einige Jahre vor Özköks Geburt in die Türkei emigriert. Der Sohn machte sein Abitur am İzmirer Lyzeum Namık Kemal und studierte in Paris.

## Persönliche und politische Ansichten
Özkök versteht sich als Journalist als Befürworter einer Modernisierung der Türkei, vertritt Ideen des Vorganges der Globalisierung und befürwortet eine Stärkung der Frauenrechte im islamischen Kulturkreis sowie den Beitritt der Türkei zur Europäischen Union. Er pflegt Kontakte mit europäischen und türkischen  Spitzenpolitikern, Journalisten und Geschäftsleuten.
Im September 2010 schrieb Özkök in der Hürriyet: „Ich bin ein Mensch, der an Gott glaubt, aber ich bin nicht religiös.“ In der deutschen Bildzeitung hatte er im Jahr zuvor in einem von ihm verfassten Artikel „Mein Weg nach Mekka“ berichtet, dass er nach Mekka gepilgert sei. Anlässlich des Besuchs des damaligen Bundespräsidenten Christian Wulff in der Türkei im Oktober 2010 gab er gegenüber derselben Zeitung der Hoffnung Ausdruck, dass Tattoo wie Kopftuch der jeweiligen Präsidentengattin einem besseren türkisch-deutschen Verständnis nicht im Wege stehen sollten.